# DMR-Fujitsu
DMR Consulting est une société informatique canadienne faisant partie de Fujitsu.

## Historique
L'entreprise a été rachetée par Amdahl Corporation en 1995. Cette dernière est rachetée par Fujitsu en 1997.
En 2002, a été créé Fujitsu Conseil (Canada), dont DMR est devenu une division. En 2009, alors que DMR à 1500 employés dans ses bureaux de Montréal, de Québec et Sherbrooke, une réorganisation a lieu.
Elle a été absorbée par Fujitsu Canada Inc. et n'a plus d'identité propre depuis les années 2010:
Avant son rachat l'adresse du site officiel de DMR était : http://www.dmr.ca.